# Голубинский 2-й
Голубинский 2-й — хутор в Калачёвском районе Волгоградской области России. Входит в состав Голубинского сельского поселения. Население 24 чел. (2010) .

## История
В соответствии с Законом Волгоградской области от 20 января 2005 года № 994-ОД «Об установлении границ и наделении статусом Калачёвского района и муниципальных образований в его составе», хутор вошёл в состав образованного Голубинского сельского поселения.

## География
Расположен в юго-западной части региона, в степной зоне, в пределах Ергенинской возвышенности, относящейся к Восточно-Европейской равнине, р. Большая Голубая.
Уличная сеть состоит из трёх географических объектов: ул. Лесная, ул. Привольная, ул. Степная.

## Население
| 2010 |
| ---- |
| 24   |

Гендерный состав
По данным Всероссийской переписи населения 2010 года в гендерной структуре населения из 24 человек мужчин — 16, женщин — 8 (66,7 и 33,3 % соответственно).
Национальный состав
Согласно результатам переписи 2002 года, в национальной структуре населения
русские составляли 41 %, чеченцы 32 % из общей численности населения в 39 чел..

## Инфраструктура
Личное подсобное хозяйство.

## Транспорт
Просёлочные дороги.